# إيفان روبنسون
إيفان روبنسون (بالإنجليزية: Ivan Robinson) (27 فبراير 1971 بفيلادلفيا في الولايات المتحدة - ) هو ملاكم أمريكي.

## إحصائيات
خاض خلال مسيرته 46 نزالا، فاز في 32 وتعادل في 2 وخسر في 12. فاز بالضربة القاضية في 12 نزالا.

## روابط خارجية
- إيفان روبنسون على موقع بوكس ريك (الإنجليزية) (registration required)